# Serra de Monte Figo

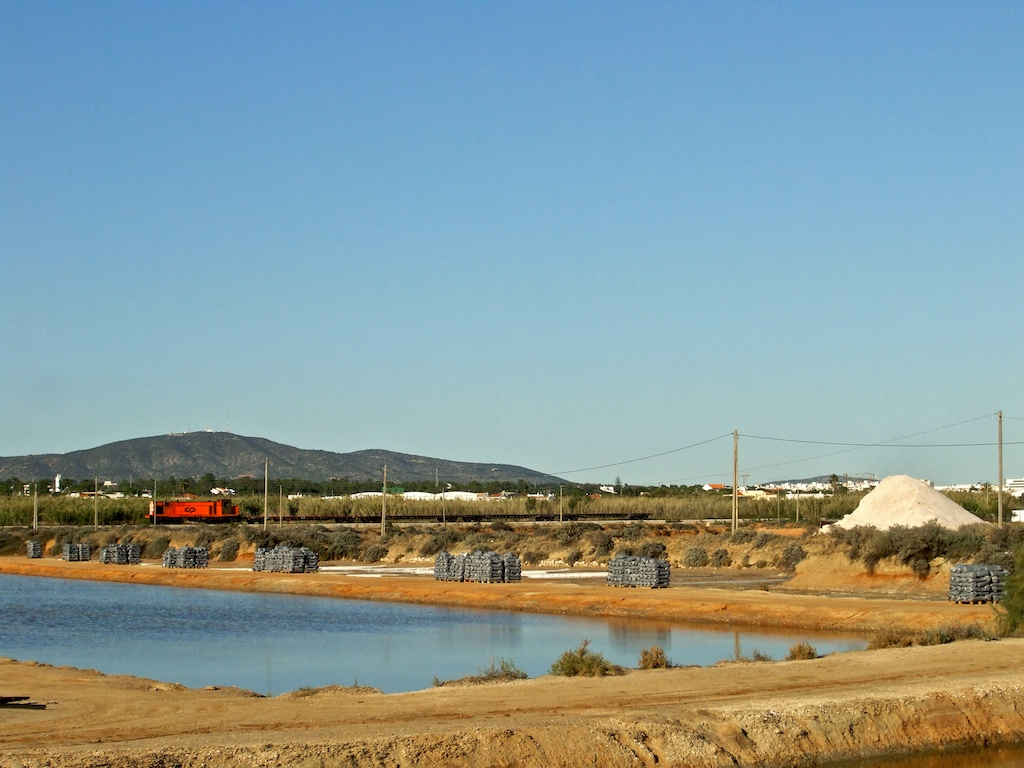
Die Serra de Monte Figo im Hintergrund

Die Serra de Monte Figo ist eine kleine Bergkette in den portugiesischen Algarveprovinzen Faro und Olhão.

## Geographie
Die Serra liegt etwa 12 Kilometer nordöstlich der Algarvehauptstadt Faro und 8 Kilometer nördlich von Olhão an der Autobahn IP 1, welche hier, um der Berge willen, einen großen Bogen beschreibt.
An der Stelle ihrer größten Ausdehnung misst sie acht Kilometer in der Länge und vier in der Breite. Die Bergkette kulminiert im Gipfel des São Miguel, der eine Höhe von 411 Metern aufweist.

## Besonderheiten
Speziell anzumerken ist, dass man mit dem Auto oder auch zu Fuß den Gipfel des São Miguel problemlos erreichen kann. Eine schmale Straße führt vom Ort Moncarapacho in Serpentinen hinauf. Auf dem Gipfel befindet sich eine Funkstation, ähnlich der auf dem Brocken.
Nördlich des Gipfels liegt ein kleines Dorf, welches denselben Namen trägt wie der Berg. Auf Grund dieses Umstandes kam es schon oft zu Missverständnissen. Viele Reisende landen, wenn sie keine Karte bei sich haben, wegen der verwirrenden Beschilderung in dem Flecken anstatt auf dem Berg.

## Tourismus
Die Serra, besonders aber ihr höchster Gipfel, sind äußerst beliebte Touristenziele. Dies ist zum einen durch die hervorragende Aussicht zu erklären. Zum anderen aber auch damit, dass der São Miguel von der See aus gesehen der erste hohe Berg des Landes ist.
Der exponierten Lage der Serra de Monte Figo ist es zu verdanken, dass man den Eindruck bekommt, es handle sich um eine eigene Bergkette. Das ist allerdings nicht ganz korrekt. Im Grunde ist sie der Ausläufer der bis zu 572 Meter hohen Serra do Caldeirão.

## Wirtschaft
Wirtschaftlich gesehen hat die Serra keine große Bedeutung. Etwa 100 Personen dient sie als Lebens- oder Arbeitsgrundlage, zum Beispiel den Andenkenverkäufern am São Miguel, den Schäfern, die ihre Herden an den Hängen weiden lassen, und den Förstern und Jägern, die hier ihr zugewiesenes Revier haben.

## Waldbrände
Immer wieder wüten im trockenen Hochsommer Waldbrände in der Algarve.
Im Jahre 2004 erreichten die Feuer auch die Serra de Monte Figo. 70 % des Baumbestandes wurden ein Opfer der Flammen. Die Feuerwehr musste auf Grund der Wasserknappheit die Swimmingpools der Villen (welche viele Mitteleuropäer in dieser Gegend gebaut haben) leerpumpen und ihren Inhalt als Löschwasser einsetzen, um die verheerenden Brände unter Kontrolle zu bekommen.

Koordinaten: 37° 6′ 27″ N, 7° 51′ 22″ W